# الشنفرى الأزدي
الشَّنْفَرَى (توفي نحو 70 ق هـ = 575م) ثابت بن أواس (وليس أوس) الأزدي، شاعر جاهلي، من فحول الطبقة الثانية. كان من فتاك العرب وعدّائيهم. وهو أحد الخلعاء الذين تبرأت منهم عشائرهم. قتله بنو سلامان. وقيست قفزاته ليلة مقتله، فكانت الواحدة منها قريبا من عشرين خطوة.
 عمرو بن مالك الأزدي من قحطان وفي الأمثال (أعدى من الشنفرى). وهو صاحب لامية العرب شرحها الزمخشري في أعجب العجب.

## نسبه
فأما ما جاء في نسب الشنفرى الأزدي قولان تنسبه للأزد ومنها أزد الحجر بن الهنوء وأزد شنوءة.

### قول ابن حزم
- الشنفرى ثابت بن أواس من بنو سَلَامَانَ بن مُفْرِجٍ بن مالك بن زهران بن كعب بن الحارث بن كعب بن عبد الله بن مالك بن نصر بن الأزد بن الغوث بن نبت بن مالك بن زيد بن كهلان بن سبأ بن يشجب بن يعرب بن قحطان.[5]

| الشنفرى الأزدي | وهؤلاء بنو أخيهما مالك بن زهران منهم: بنو سلامان بن مفرج بن مالك بن زهران، بطن، منهم كان الشّنفرى الفاتك، وكان يغير عليهم لأنهم قتل رجل منهم أباه فلم يطلبوا بثأره، | الشنفرى الأزدي |

### قول البغدادي
- الشنفرى ثابت بن أواس من بنو الْحَارِث بن ربيعَة بن الأواس بن الْحجر بن الهنوء بن الأزد بن الغوث بن نبت بن مالك بن زيد بن كهلان بن سبأ بن يشجب بن يعرب بن قحطان.[6]

| الشنفرى الأزدي | والشنفرى شَاعِر جاهلي قحطاني من الأزد. وَهُوَ كَمَا فِي الجمهرة وَغَيرهَا من بني الْحَارِث بن ربيعَة بن الأواس بن الْحجر بن الهنوء بن الأزد | الشنفرى الأزدي |

- وامه امرأة من قبيلة فهم.

## نشأته
في رواية نشأته اختلافات بين المؤرخين لعل أبرزها كالآتي:
- الرواية الأولى: نشأ في قبيلة فهم العدنانية، قبيلة أمه، أي ليس من فهم ولكنه سُبي من أرض أبيه من رجال الحجر.
- بعد أن قتلت بنو سلامان بن مفرج والده ثار انتقاماً لوالده، فقتل به منهم تسعا وتسعين رجلا وأوفى المئة بعد أن ركل رجل جمجمته ودخلت عظمة في رجله فهاجت عليه فمات.
- الرواية الثانية: أسرته فهم فلم يزل فيهم حتى أسرت سلامان بن مفرج من الأزد رجلاً من فهم ففدته فهم بالشنفرى، فنشأ في سلامان لا تحسبه إلا واحداً منهم، حتى نازعته بنت الرجل الذي كان في حجره، وكان السلامي اتخذه ولداً، فقال لها الشنفرى «اغسلي رأسي يا أخية» فأنكرت أن يكون أخاها، فلطمته، فذهب غاضباً حتى أتى أباها فقال له: اصدقني ممن أنا؟ قال: أنت من الأواس بن الحجر، فقال: أما إني لن أدعكم حتى أقتل منكم مئة بما استعبدتموني، فمر على الفتاة السلامانية التي لطمته فقال:

- الرواية الثالثة: أن سلامان سبت الشنفرى وهو غلام، فجعله الذي سباه في بهمه يرعاها مع ابنته، فلما خلى بها ذهب ليقبلها فلطمته (وقيل طلب أن تغسل رأسه وقال: اغسلي رأسي يا أخية، فلطمته) فخرج أبوها إليه فوجده ينشد أبياتا يأسف فيها على ما فعلته الفتاة وأنها لا تعرف نسبه فقال:

فسأله الرجل عن نسبه فقال: أنا أخو الحارث بن ربيعة، فقال له: لولا أني أخاف أن يقتلني بنو سلامان لأنكحتك ابنتي. فقال: علي، إن قتلوك، أن أقتل بك مئة رجل منهم، فأنكحه ابنته، وخلى سبيله، فشدت عليه بنو سلامان فقتلوه، ثم أخذ يوفي بوعده للرجل، فيغزو بني سلامان ويقتلهم.
ومهما يكن من أمر هذه الروايات، فإنه من الثابت أن الشنفرى أنشأ مع بعض رفاقه العدائين، ومنهم تأبط شرا، والسليك بن السلكة، وعمرو بن البراق، وأسيد بن جابر عصبة عرفت في الأدب العربي بالشعراء الصعاليك. وقيل أن الشنفرى كان سريع العدو لا تدركه الخيل حتى قيل: (أعدى من الشنفرى)، وكان يغير على بني سلامان. عاش الشنفرى في البراري والجبال وحيداً حتى ظفر به أعداؤه فقتلوه قبل 70 سنة من الهجرة النبوية.

## لامية العرب
تنسب له لامية العرب وهي من عيون الشعر العربي يقول فيها:

## وفاته

### نص بن حبيب
نص محمد بن حبيب (245هـ): قال محمد بن حبيب وهو من قدماء علماء النسب في كتابة (أسماء المغتالين من الأشراف في الجاهلية والإسلام وأسماء من قتل من الشعراء) عند ذكر مقتل الشنفرى الأزدي الذي قتل سنة 70 قبل الهجرة النبوية أي سنة 525 ميلادي (الشّنفرى الأزدي: وأنه قتل من بني سلامان بن مفرج تسعة وتسعين رجلا في غاراته عليهم.
وأن بني سلامان أقعدت له رجالا من بني الرمد من غامد يرصدونه.
فجاءهم للغارة فطلبوه، فأفلتهم، فأرسلوا عليه كلبا لهم يقال له: خبيش فقتله.
وإنه مرّ برجلين من بني سلامان فأعجله فراره عنهما.
فأقعدوا له أسيد بن جابر السلاماني وحازما البقمي، من البقوم من حوالة بن الهنو بن الأزد بالناصف من أبيدة، وهو واد فرصداه، فأقبل في الليل قد نزع إحدى نعليه، وهو يضرب برجله.
فقال حازم: هذا الضبع، فقال أسيد: بل هو الخبيث. فلما دنا توجس ثم رجع فمكث قليلا، ثم عاد إلى الماء ليشرب، فوثبوا عليه، فأخذوه، وربطوه وأصبحوا به في بني سلامان فربطوه إلى شجرة، فقالوا:
قف أنشدنا.
فقال: إنما النشيد على المسرة. فذهبت مثلا. وجاء غلام قد كان الشنفرى قتل أباه، فضرب يده بالشفرة، فاضطربت، فقال:
ثم قالوا: أين نقبرك؟ فقال:
وأن رجلا من بني سلامان رماه بسهم في عينه فقتله.
فقال جزء بن الحارث في قتله:
وكان الشنفرى حلف ليقتلن مائة من بني سلامان فقتل تسعة وتسعين فبقي عليه تمام نذره، فمرّ رجل من بني سلامان بجمجمته فضربها فعقرت رجله فمات، فتم نذره بالرجل بعد موته).

### نص الأصفهاني
نص أبي الفرج الأصفهاني (356هـ): روى الأصفهاني بسنده عن أبي هشام محمد بن هشام النميري في خبر مقتل الشنفرى المار ذكره قال ثم قعد له بعد ذلك أسيد بن جابر السلاماني وحازم البقمي بالناصف من أبيده ومع أسيد ابن أخيه فمر عليهم الشنفرى فأبصر السواد بالليل فرماه وكان لايرى سواداً إلا رماه كائنا ما كان فشك وزاع ابن أخي أسيد إلى عضدة، فلم يتكلم فقال الشنفرى إن كنت شيئاً فقد أصبتك وأن لم تكن شيئاً فقد امنتك وكان حازم باطحاً يعنى منبطحاً - بالطريق يرصده فنادى أسيد ياحازم أصلت يعنى أسلل سيفك – فقال الشنفرى لكل أصلت فأصلت الشنفرى فقطع أصبعين من أصابع حازم الخنصر والبنصر وضبطه حازم حتى لحقه أسيد وابن أخيه نجده فأخذ اسيد بسلاح الشنفرى وقد صرع الشنفرى حازماً وابن أخي أسيد فضبطاه وهما تحته وأخذ أسيد رجل ابن أخيه فقال أسيد رجل منه هذه؟ فقال الشنفرى رجلي فقال ابن أخي أسيد بل هي رجلي ياعم فأسروا الشنفرى وأدوه إلى أهلهم).

### كتاب المفصل
ورد في كتاب «المفصل في تاريخ العرب قبل الإسلام» (1/6007) ما نصه: 
| الشنفرى الأزدي | و يروى في قتله، انه قتل من "بني سلامان بن مفرج" تسعة وتسعين رجلاً، فأقعدت له رجالاً يرصدونه، فلما دنا من ماء ليشرب، قبض عليه رجلان من "بني البقوم" من الأزد، فقبضا عليه، وأصبحا به في "بني سلامان". فربطوه إلى شجرة، فقالوا: قف أنشدنا، فقال مقولته المشهورة التي أصبحت مثلا: الإنشاد على حين المسرة | الشنفرى الأزدي |

قالوا حين أرادوا قتله - أين نقبرك فقال:

## روابط خارجية
- الشنفرى الأزدي على موقع بوابة الشعراء
- الشنفرى الأزدي على موقع موسوعة الديوان الشعرية